# Boschrand
De Boschrand is een gemeentelijk monument aan de Soesterbergsestraat 116-118 in de gemeente Soest in de provincie Utrecht. 
Het dubbele landhuis staat tegenover de houten cottage De Bund op de hoek Soesterbergsestraat-Heideweg. Het bakstenen huis heeft een U-vormige plattegrond en is met riet gedekt. Aan het schilddak zijn twee kappen gebouwd met een verschillende nokhoogte. De beide topgevels zijn met hout betimmerd. De toegangsdeur is in het midden van de asymmetrische voorgevel. In de linker zijgevel is een inpandige portiek met deur en bovenlicht. Tegen de rechter zijgevel is over de hele hoogte een erker gebouwd.